# FC Twente in het seizoen 1985/86
Het seizoen 1985-1986 was het eenentwintigste jaar in het bestaan van de Nederlandse voetbalclub FC Twente. De Tukkers kwamen uit in de Nederlandse Eredivisie en namen deel aan het toernooi om de KNVB beker.

## Verloop
Na de achtste plaats in het voorgaande seizoen 1984/85 was het derde seizoen onder trainer Fritz Korbach weinig succesvol. FC Twente beëindigde het seizoen op een veertiende plaats. Verschillende wedstrijden gingen met grote cijfers verloren. Zo won AFC Ajax in Enschede met 8-1 en in Amsterdam met 6-0. Tegen FC Groningen verloor Twente met 5-1 en tegen Roda JC met 5-0. Feyenoord versloeg Twente in het Stadion Het Diekman met 4-0.
Ook in het toernooi om de KNVB beker was Twente niet succesvol. In de eerste ronde werd nog met 1-0 van amateurclub DHC gewonnen, maar in de tweede ronde was N.E.C. met 3-2 te sterk.
Reeds in december 1985 werd duidelijk dat het contract van trainer Korbach niet verlengd zou worden. Hij vertrok per 1 juli 1986 naar SC Cambuur en werd opgevolgd door Kees Rijvers als technisch directeur en Theo Vonk als hoofdtrainer.

## Selectie
Billy Ashcroft (terug naar Engeland), Jan Sørensen (naar Feyenoord) en Manuel Sánchez Torres (Valencia CF) verlieten Twente. Nieuw in de selectie was oud-international Dick Schoenaker, die tevens de aanvoerdersband overnam van Sørensen. Ook verdediger Ulrich Wilson en aanvallers Ron Willems en Gordon Hill werden aangetrokken. Uit de eigen opleiding kwamen onder andere André Paus en Eric Groeleken door. In december 1985 werd de Finse international Mika Lipponen aan de selectie toegevoegd.
| Naam             | Positie        |
| ---------------- | -------------- |
| Theo Snelders    | Doelverdediger |
| Marcel Fleer     | Doelverdediger |
| Frank Ensink     | Doelverdediger |
| Martin Koopman   | Verdediger     |
| Fred Rutten      | Verdediger     |
| André Paus       | Verdediger     |
| John Scheve      | Verdediger     |
| Patrick Bosch    | Verdediger     |
| Ulrich Wilson    | Verdediger     |
| Michael Birkedal | Middenvelder   |
| Dick Schoenaker  | Middenvelder   |

| Naam             | Positie      |
| ---------------- | ------------ |
| Theo ten Caat    | Middenvelder |
| Eric Groeleken   | Middenvelder |
| Bert-Jan Janssen | Middenvelder |
| Ron Willems      | Aanvaller    |
| Martien Vreijsen | Aanvaller    |
| Willy Carbo      | Aanvaller    |
| Evert Bleuming   | Aanvaller    |
| René Roord       | Aanvaller    |
| Gordon Hill      | Aanvaller    |
| Mika Lipponen    | Aanvaller    |

Ajax ·
AZ '67 ·
FC Den Bosch '67 ·
Excelsior ·
Feyenoord ·
Fortuna Sittard ·
Go Ahead Eagles ·
FC Groningen ·
Haarlem ·
Heracles '74 ·
MVV ·
N.E.C. ·
PSV ·
Roda JC ·
Sparta Rotterdam ·
FC Twente ·
FC Utrecht ·
VVV